# مارتین بریت
مارتین بریت (انگلیسی: Martin Britt؛ زادهٔ ۱۷ ژانویهٔ ۱۹۴۶) بازیکن فوتبال اهل بریتانیا است.
از باشگاه‌هایی که در آن بازی کرده‌است می‌توان به باشگاه فوتبال بلکبرن روورز و باشگاه فوتبال وستهام یونایتد اشاره کرد.